# دان هيكس (موسيقي)
دان هيكس (بالإنجليزية: Dan Hicks)‏ هو قائد فرقة ‏ وموسيقي ومغني وكاتب أغاني ومغن مؤلف أمريكي، ولد في 9 ديسمبر 1941 في ليتل روك في الولايات المتحدة، وتوفي في 6 فبراير 2016 في مل فالي في الولايات المتحدة بسبب سرطان.

## وصلات خارجية
- الموقع الرسمي
- دان هيكس على موقع IMDb (الإنجليزية)
- دان هيكس على موقع ميوزك برينز (الإنجليزية)
- دان هيكس على موقع أول ميوزيك (الإنجليزية)
- دان هيكس على موقع ديسكوغز (الإنجليزية)
- دان هيكس على موقع ديسكوغز (الإنجليزية)